# Station Châtelet - Les Halles
Châtelet - Les Halles is een station voor het regionale spoornetwerk RER gelegen in het eerste arrondissement van de Franse hoofdstad Parijs.

## Geschiedenis
Het station werd op 9 december 1977 geopend aan de RER A en RER B. Bijna tien jaar later, op 27 september 1987 kreeg ook de RER D een halte op Châtelet - Les Halles.

## Het station
Het station is gelegen aan de drie RER-lijnen A, B en D. Het staat in verbinding met de twee metrostations Châtelet en Les Halles. Samen vormen zij het grootste metrostation ter wereld. Per dag reizen er zo'n 750.000 passagiers via dit station, waarvan circa 493.000 passagiers per dag voor de RER. Châtelet - Les Halles ligt in het winkelcentrum Forum des Halles, op de plaats van de vroegere Hallen.

## Overstapmogelijkheid
Er is een overstap mogelijk tussen een aantal vervoersmiddelen van het Parijse bedrijf RATP:
- Metro
  - Metrostation Châtelet: Metrolijnen 1, 4, 7, 11 en 14
  - Metrostation Les Halles: Metrolijn 4
- Bus
  - Overstappen kan op 15 buslijnen van RATP
- Noctilien
  - Overstappen kan op 13 buslijnen van het Parijse nachtnet Noctilien

## Vorige en volgende stations
| Richting                                      | Vorig station | Lijn  | Volgend station           | Richting                                |
| --------------------------------------------- | ------------- | ----- | ------------------------- | --------------------------------------- |
| Cergy-le-Haut A3 Poissy A5                    | Station Auber | RER A | Paris-Gare de Lyon        | Marne-la-Vallée - Chessy A4             |
| Saint-Germain-en-Laye A1                      | Station Auber | RER A | Paris-Gare de Lyon        | Boissy-Saint-Léger A2                   |
| Aéroport CDG 2 B3                             | Gare du Nord  | RER B | Saint-Michel - Notre-Dame | Saint-Rémy-lès-Chevreuse B4             |
| Mitry-Claye B5                                | Gare du Nord  | RER B | Saint-Michel - Notre-Dame | Robinson B2                             |
| Orry-la-Ville - Coye D1 Creil D3              | Gare du Nord  | RER D | Paris-Gare de Lyon        | Melun D2 (via Combs-la-Ville)           |
| Villiers-le-Bel - Gonesse D5 Goussainville D7 | Gare du Nord  | RER D | Paris-Gare de Lyon        | Corbeil-Essonnes D6 (via Ris-Orangis)   |
| Eindpunt                                      | Eindpunt      | RER D | Paris-Gare de Lyon        | Malesherbes D4 (via Évry-Courcouronnes) |

## Trivia
- Florent Pagny schreef het liedje Châtelet les Halles over jongeren die uit verveling vanuit de buitenwijken naar het station komen om te hangen. Het verscheen op het gelijknamige album uit 2000.